# Елдерон (містечко, Вісконсин)
Елдерон (англ. Elderon) — місто (англ. town) в США, в окрузі Марафон штату Вісконсин. Населення — 644 особи (2020).

## Демографія
Згідно з переписом 2010 року, у місті мешкало 606 осіб у 245 домогосподарствах у складі 182 родин. Було 301 помешкання
Расовий склад населення:
| - 96,7 % — білих - 1,3 % — корінних американців - 1,5 % — осіб інших рас |

До двох чи більше рас належало 0,5 %. Частка іспаномовних становила 2,0 % від усіх жителів.
За віковим діапазоном населення розподілялося таким чином: 21,6 % — особи молодші 18 років, 65,4 % — особи у віці 18—64 років, 13,0 % — особи у віці 65 років та старші. Медіана віку мешканця становила 43,5 року. На 100 осіб жіночої статі у місті припадало 112,6 чоловіків;  на 100 жінок у віці від 18 років та старших — 114,0 чоловіків також старших 18 років.
Середній дохід на одне домашнє господарство  становив 83 396 доларів США (медіана — 51 771), а середній дохід на одну сім'ю — 94 537 доларів (медіана — 61 500). Медіана доходів становила 44 722 долари для чоловіків та 35 625 доларів для жінок. За межею бідності перебувало 1,5 % осіб, у тому числі 2,2 % дітей у віці до 18 років та 1,7 % осіб у віці 65 років та старших.
Цивільне працевлаштоване населення становило 283 особи. Основні галузі зайнятості: виробництво — 23,3 %, освіта, охорона здоров'я та соціальна допомога — 16,3 %, фінанси, страхування та нерухомість — 13,8 %.